# Dunkirk (Maryland)
Dunkirk est une census-designated place située dans le comté de Calvert, dans l’État du Maryland, aux États-Unis. Lors du recensement de 2020, elle comptait 2 431 habitants.